# Cristoforo Palmieri
Cristoforo Palmieri, C.M. (ur. 24 maja 1939 w Bitonto) – włoski duchowny katolicki, biskup ordynariusz Rrëshen w latach 2005–2017.

## Życiorys
Urodził się w 1939 roku w Bitonto w południowo-wschodnich Włoszech. Po ukończeniu szkoły średniej zdecydował się wstąpić do zakonu misjonarzy. Po ukończeniu studiów teologicznych i przejściu odpowiedniej formacji zakonnej został wyświęcony na księdza 18 marca 1967 roku. Pracował następnie jako proboszcz w Neapolu, Nicastro i Lecce. Następnie został skierowany na misje do Stanów Zjednoczonych. Po powrocie zaś powierzono mu prowadzenie misji w Albanii w 1993 roku.
W latach 1996–1998 pełnił obowiązki wikariusza generalnego diecezji Rrëshen, a następnie papież Jan Paweł II powierzył mu funkcję administratora apostolskiego tego biskupstwa 5 lutego 2000 roku. 23 listopada 2005 roku Benedykt XVI prekonizował go pełnoprawnym ordynariuszem. Jego konsekracja biskupia miała miejsce 28 grudnia tego samego roku.
15 czerwca 2017 przeszedł na emeryturę.